# Earthbound (musikalbum av King Crimson)
Eartbound är King Crimsons första livealbum, utgivet 1972. Uppsättningen är den samma som på det föregående studioalbumet Islands. Bolaget Atlantic som skulle ge ut skivan i USA avböjde på grund av den dåliga ljudkvaliten. 

## Låtlista
1. "21st Century Schizoid Man" (Fripp, Giles, Lake, McDonald, Sinfield) - 11:39
2. "Peoria" (Burrell, Collins, Fripp, Wallace) - 7:22
3. "The Sailor's Tale" (Fripp) - 4:49
4. "Earthbound" (Burrell, Collins, Fripp, Wallace) - 6:14
5. "Groon" (Fripp) - 15:33

## Medverkande
- Robert Fripp - gitarr
- Boz Burell - bas & sång
- Mell Collins - flöjt, sax & mellotron
- Ian Wallace - trummor